# Ramble On
Ramble On – utwór brytyjskiego zespołu rockowego, Led Zeppelin pochodzący z ich drugiego albumu Led Zeppelin II.
Piosenka została skomponowana przez gitarzystę Jimmy'ego Page’a oraz wokalistę Roberta Planta. Została nagrana w Studiu Juggy Song w Nowym Jorku podczas trasy Led Zeppelin North American Tour Spring 1969.
W 2010 piosenka została sklasyfikowana na 440. miejscu listy 500 utworów wszech czasów według magazynu Rolling Stone.
Jimmy Page podczas nagrywania utworu użył zarówno gitary akustycznej, jak i elektrycznej (Gibson Les Paul).
Utwór nigdy nie był wykonywany na żywo przez grupę, z wyjątkiem wielkiego come-backu zespołu w Arenie O2 z 2007, kiedy to zespół spotkał się ponownie po 19 latach i po raz pierwszy zaprezentował na żywo tenże utwór.
Tekst utworu w dużej mierze nawiązuje do tolkienowskiego świata Władcy Pierścieni.
Po śmierci perkusisty Johna Bonhama i rozpadzie grupy, utwór był wykonywany na żywo wielokrotnie przez pozostałych żyjących członków zespołu - przez Jimmy’ego Page’a i Roberta Planta w latach 1994-1998 pod szyldem Page & Plant oraz przez Johna Paula Jonesa i Jimmy'ego Page’a w 2008, kiedy wspólnie z zespołem Foo Fighters wykonali ten utwór
Na portalu Rate Your Music określono go jako reprezentującego m.in. gatunki hard rock i blues rock.